# Elymus caesifolius
Elymus caesifolius là một loài thực vật có hoa trong họ Hòa thảo. Loài này được Á.Löve ex S.L.Chen mô tả khoa học đầu tiên năm 2006.